# Танец Кыргызстана

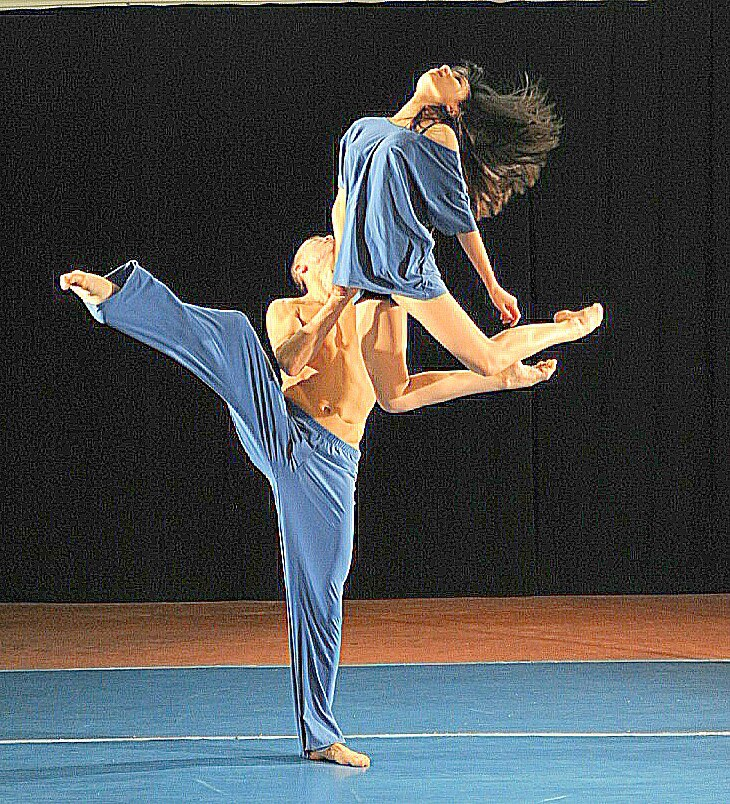
Кыргызский танцовщик и танцовщица

Танец Кыргызстана включает реконструированные традиционные танцы и современный сценический танец. Описаний традиционных танцев не сохранилось, все современные народные танцы созданы уже после установления советской власти в Центральной Азии. Сценический танец расцвёл в XX веке, появилось множество новаторских балетов и хореографических номеров в опере.

## Народный танец

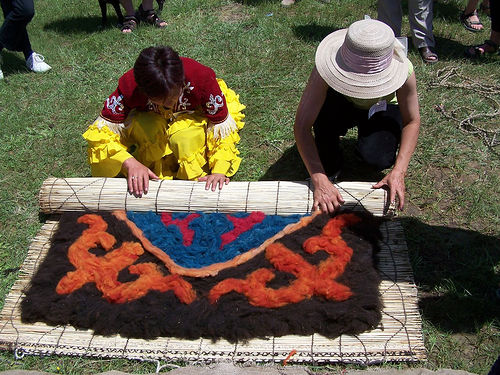
Создание ала-кийиз

Наиболее ранние упоминания кыргызского танца содержатся в эпосе Манас, однако их описаний не сохранилось. Предполагается, что танец, упомянутый в Манасе, мог быть близок монгольскому биелгээ, а также что основные движения традиционного танца выполняли руками. Российские путешественники также вскользь упоминали кыргызов, развлекавшихся плясками, но не описывали их движения. Элементы танца включены в представления исполнителей на комузе, шутов-куулдар и в некоторые игры. Причины исчезновения кыргызского народного танца неизвестны, возможно, что его было сложнее сохранить из-за кочевого образа жизни.
В 1930-х годах, при советской власти, интерес к традиционному танцу увеличился; хореографы часто вдохновлялись традиционными искусствами и играми. К примеру, женский танец «кийиз» включает движения валяния войлочных ковров ала-кийиз, а танец «кыз куу» — игру в догонялки.
Постоянная национальная труппа народного танца была основана 1966 под руководством Мелиса Асылбашева.

## Сценический танец

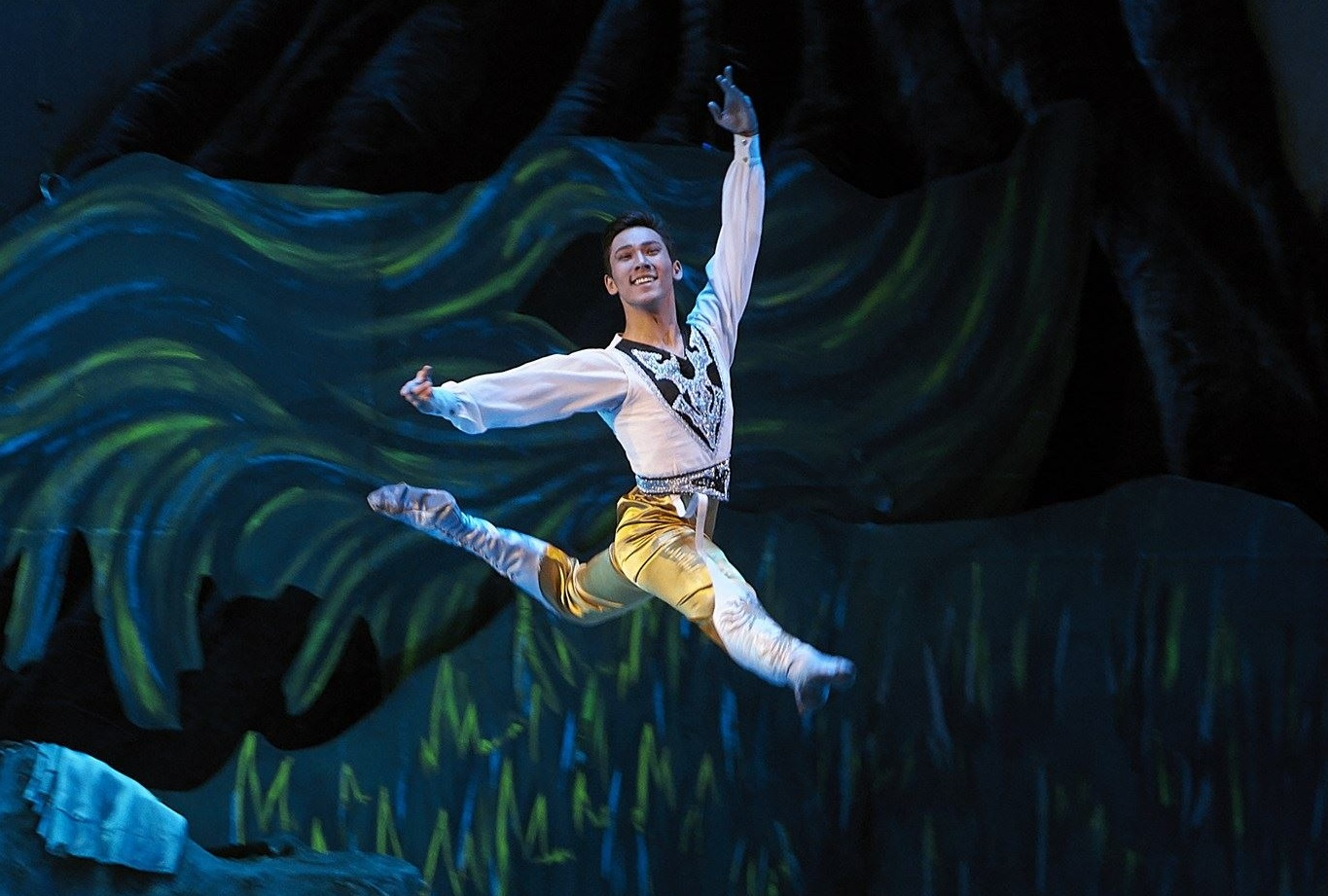
Балет «Чолпон»

Кыргызский театр оперы и балета имени А. Малдыбаева, первый в КызССР театр сценического танца, был основан в Бишкеке в 1926 году под именем «Студия музыки и танца». В 1936 году студия была переименована в театр; глава его балетной труппы Николай Холфин, создал танцевальные номера для множества постановок и оперных спектаклей, таких как Алтын кыз, Айчурек, Ажал ордуна, первого кыргызского балета Анар и других.
Прочие важные балетные постановки Кыргызстана включают Чолпон (1944, хореограф Лев Крамаревский) и первый комедийный балет страны Куйручук (1960, хореограф Нурдин Тугелов.
В конце 1960-х основной темой кыргызского балета стали истории о храбрости и героизме, появились новые постановки балетов Спартак «Прометея» Эмина Аристакесяна, Элбестюк (кирг. Өлбөстүк) Урана Сарбагишева и другие. Работы писателя Чингиза Айтматова положены в основу нескольких балетов, таких как Саманчынын жолу. Наиболее выдающиеся танцовщики Кыргызстана — Айсулу Токомбаева, Чолпонбек Базарбаев, Арстанбек Ырсалиев, Светлана Тюкбулатова, Роза Таирова, Анарбек Рыскулов, Махмуд Эсамбаев, Кемел Сулейманов и Болот Куттубаев.
Государственная балетная школа основана в 1980 году; первой её руководительницей стала Айдай Шюкюрбекова (кирг. Шүкүрбекова Айдай).